# Transducción (genética)

Ilustración del proceso de transducción.

La transducción es un proceso mediante el cual el ADN es transferido desde una  bacteria a otra mediante la acción de un virus. También se utiliza para designar al proceso mediante el cual ADN exógeno es introducido en una célula mediante un vector viral. Esta es una herramienta que usualmente utilizan los biólogos moleculares para introducir en forma controlada un gen extraño en el genoma de una célula receptora.
Cuando los bacteriófagos (virus que infectan bacterias) infectan una célula bacteriana, su modo normal de reproducción consiste en capturar y utilizar la maquinaria de replicación, transcripción, y traducción de la célula de la bacteria receptora para producir gran cantidad de virones, o producir partículas virales, incluido el ADN o ARN viral y la cubierta de proteína.

## Ciclos lítico y lisogénico
El proceso de transducción puede ocurrir tanto durante un ciclo lítico como durante un ciclo lisogénico.
El bacteriófago entra en Ciclo lisogénico cuando su genoma se integra en el cromosoma bacteriano, donde puede permanecer latente durante miles de generaciones. Si el lisógeno es inducido (por exposición a luz UV, por ejemplo) el genoma del fago se escinde del cromosoma bacteriano e inicia un ciclo lítico, que desemboca en la lisis de la célula y la liberación de las nuevas partículas víricas.

## La transducción como un método de transferencia genética
El proceso de empaquetamiento del genoma del fago puede ser poco fiel y pequeños fragmentos del ADN bacteriano pueden ser empaquetados de forma accidental junto al genoma del bacteriófago. Al mismo tiempo, genes del fago pueden quedar en el cromosoma bacteriano; produciéndose una transferencia genética horizontal.